# Western Digital My Book

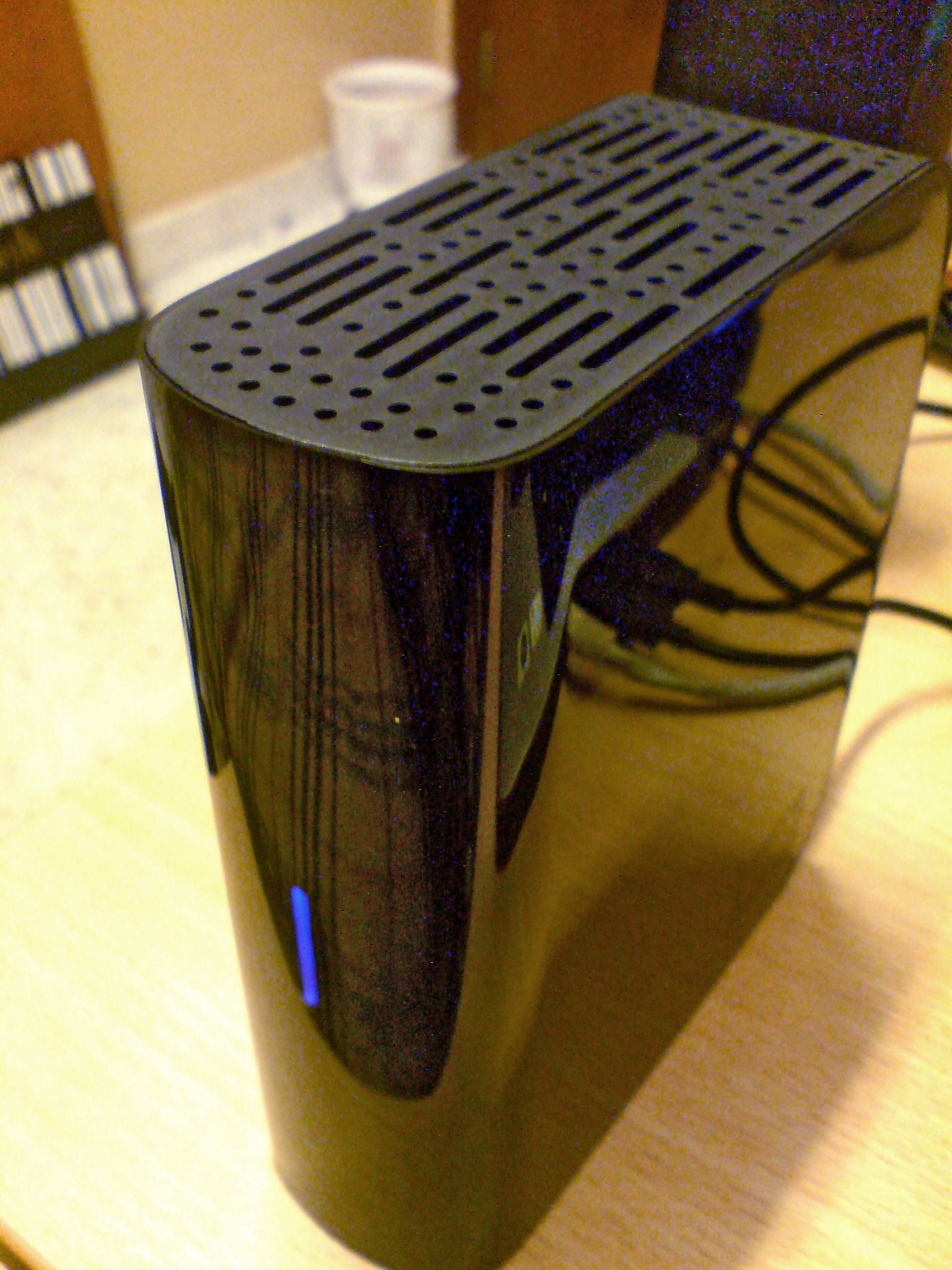
Un disque dur externe My Book Essential Edition d'une capacité de 1 To.

Le terme Western Digital My Book (ou WD My Book) désigne un ensemble de lignes de disques durs externes fabriqué par Western Digital. En 2010, elle comprend neuf lignes : Essential Edition, Home Edition, Office Edition, Mirror Edition, Studio Edition, Premium Edition, Elite Edition, Pro Edition et World Edition.
Chaque disque est conçu pour ressembler à un livre avec une couverture rigide noire, sauf la ligne Pro Edition qui est de couleur argent et la ligne World Edition qui est de couleur blanc. La partie supérieure de chaque disque dur contient une série de trous de ventilation qui forment un message en code morse.